# 怀柔站

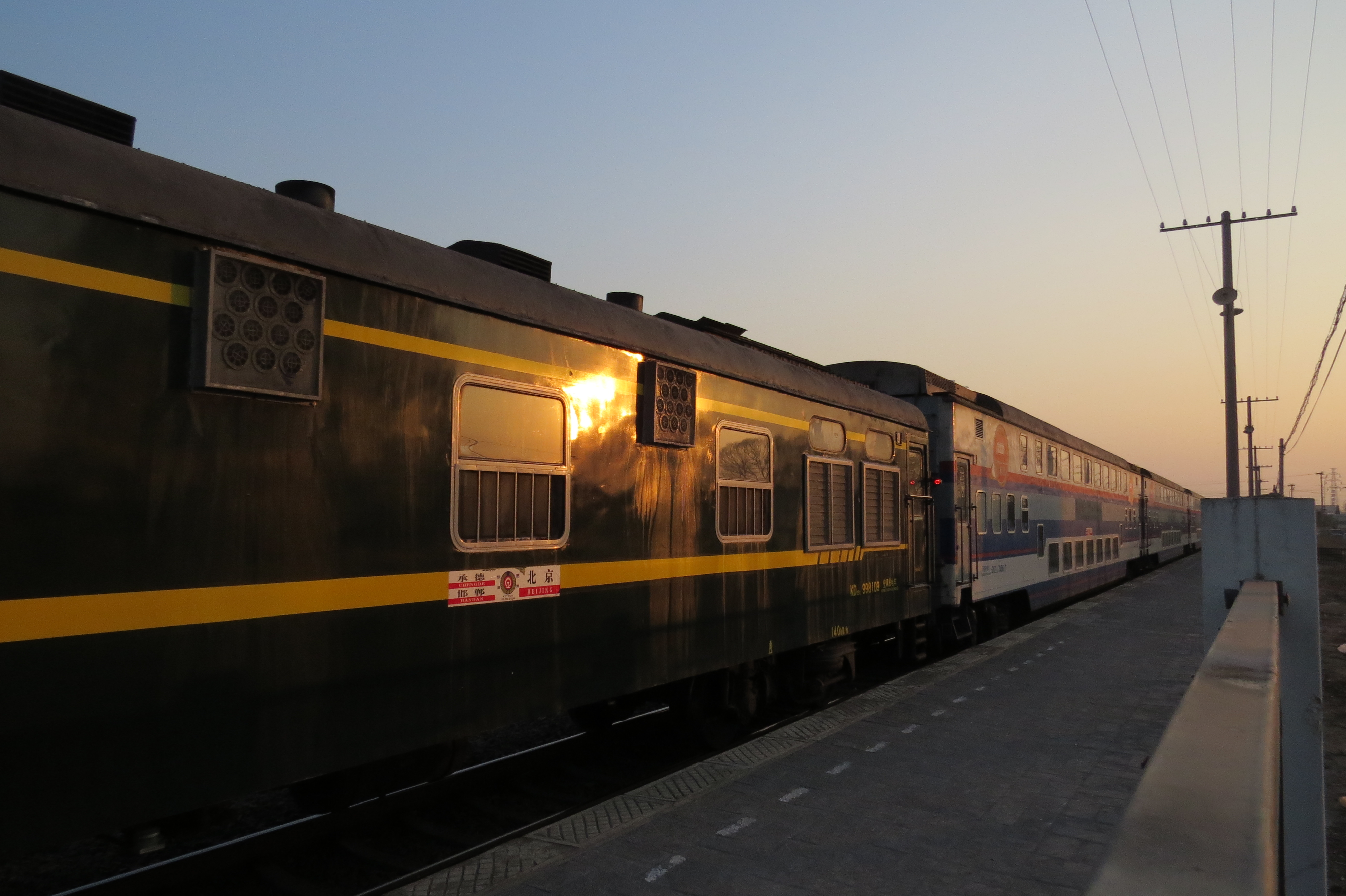
承德至邯郸的Y514次列车离开怀柔站

怀柔站是一个京承线及京通线(联络线)上的铁路车站，位于北京市怀柔区龙山街道车站路，建于1937年，目前为三等站，邮政编码为101400。目前客运：办理旅客乘降；行李、包裹托运；货运：办理整车、零担货物发到；。
该站站厅配有一台用于急救的自动体外心脏除颤仪设备。

## 客货运量
2022年1-7月怀柔站通密线客流26883人，日均客流220人。